# De vuurlelie onder de vijgenboom
De vuurlelie onder de vijgenboom is een hoorspel van Walter Oberer.
Op 6 april 1953 zond de Nordwestdeutscher Rundfunk Zwischen Ginster und Thymian uit, de Nederlandse versie daarvan, De vuurlelie onder de vijgenboom, was op 20 juni 1961 te horen bij de KRO. De bewerking was van Louise Kooiman, de regie van Léon Povel. Het hoorspel, dat als "een zomerse notturno" werd aangekondigd, duurde 76 minuten.

## Rolbezetting
- Jan van Ees (Jean)
- Nora Boerman (Claudia)
- Paul van der Lek (spreker)

## Inhoud
Onder de Spaanse zon, in het kleine plaatsje San Felice, speelt zich de tere, bitterzoete liefdesromance af van de dichter Jean met het vissersmeisje Claudia. Een pastelschets, waarin de zuiderse sfeer, het harde leven van de vissers en de strenge terughoudendheid van de Spaanse vrouwen klaar en zuiver gevat zijn. Zeven dagen duurt de idylle, vier dagen na de aankomst en drie dagen voor het afscheid. Het is niet alleen te wijten aan haar strenge opvoeding, dat Claudia afstand doet van haar liefde. Het is veeleer de wijsheid van het hart dat "wie veel wint, tevreden is met weinig".